# Zaginiona (film 2012)
Zaginiona (oryginalny tytuł: Gone) – amerykański dramat w reżyserii Heitora Dhalii z 2012 roku. W rolach głównych wystąpili Amanda Seyfried, Jennifer Carpenter i Wes Bentley. Światowa premiera tego filmu odbyła się 24 lutego.

## Fabuła
Opowieść o Jill Parrish, która po powrocie do domu z pracy odkrywa, że siostra zniknęła. Dziewczyna jest przekonana, że porwał ją seryjny morderca, przez którego sama stała się ofiarą dwa lata wcześniej, a teraz powrócił dokończyć swój plan. Policja jednak nie wierzy jej. Parrish postanawia sama odszukać siostrę.

## Obsada
- Amanda Seyfried jako Jill Conway
- Daniel Sunjata jako Sargent Powers
- Jennifer Carpenter jako Sharon Ames
- Sebastian Stan jako Billy
- Wes Bentley jako detektyw Peter Hood
- Katherine Moennig jako detektyw Erica Lonsdale
- Michael Paré jako Ray Bozeman
- Emily Wickersham jako Molly
- Socratis Otto jako Jim
- Joel David Moore jako Nick Massey
- Nick Searcy jako M. Miller
- Jordan Fry jako Jock
- Ted Rooney jako Henry Massey
- Amy Lawhorn jako Tanya Muslin
- Susan Hess jako doktor Mira Anders

## Sprzedaż
W Stanach Zjednoczonych w pierwszy weekend film zarobił 4.770.360 dolarów (stan na 26 lutego 2012).